# Duke Dinsmore
Duke Dinsmore (n. 10 aprilie 1913, Virginia de Vest, SUA – d. 12 octombrie 1985, Fort Lauderdale, Florida, SUA) a fost un pilot de Formula 1. De-a lungul carierei a luat startul în 4 curse, niciuna din pole-position. Nu a câștigat nicio cursă și nu a terminat niciodată pe podium, acumulând 0 puncte în întreaga activitate ca pilot de Formula 1.